# Consejo Democrático del País Valenciano
El Consejo Democrático del País Valenciano (Consell Democràtic del País Valencià) fue un organismo unitario de la oposición al franquismo en Valencia constituido en junio de 1975, que aglutinaba tanto la Mesa Democrática del País Valenciano como algunos miembros de la Junta Democrática de España. El integraban Partit Socialista del País Valencià (PSPV), Unió Democràtica del País Valencià (UDPV), PSOE, Partido Carlista del País Valenciano, Moviment Comunista del País Valencià (MCPV), Unificación Comunista de España (UCE), Partit Socialista d'Alliberament Nacional (PSAN), Unión Sindical Obrera (USO) y Unión General de Trabajadores (UGT). Sus decisiones se adoptarían con el voto favorable de dos tercios de sus miembros.
Dentro se ess constituyó una Comisión Técnico Política para redactar un anteproyecto de Estatuto de Autonomía, que recogiera y continuara los trabajos iniciados por los diez de Alacuás, pero un grupo de intelectuales independientes redactó un texto alternativo, llamado Estatuto de Elche. Hasta febrero de 1976 no se redactó un Anteproyecto de Estatuto de Autonomía del Consejo Democrático del País Valenciano, aprobado el 16 de marzo, con el voto a favor PSPV, UDPV, Partido Carlista, USO, MCPV, el voto en contra del PSAN, y la abstención de PSOE y UCE. Este estatuto más moderado que el de Elche pero muy influido, ya que adopta como nombre de la Comunidad Valencia, la cooficialidad del catalán (no valenciano) y la posibilidad de mancomunarse con Cataluña y las Islas Baleares, incluso federarse si lo permite un referéndum popular.
En abril de 1976 se disolvió para integrarse en la Mesa de Fuerzas Políticas y Sindicales del País Valenciano, que aglutinaba tanto el Consejo Democrático como el resto de la Junta Democrática del País Valenciano.